# Kick-Ass (comics)
Pour les articles homonymes, voir Kick-Ass.
Kick-Ass est une série de comics violents de super-héros créée par le scénariste Mark Millar et le dessinateur John Romita Jr. Elle est publiée depuis avril 2008 aux États-Unis par Marvel Comics sous le label Icon, qui permet aux auteurs de rester propriétaires de leurs personnages. L'expression to kick ass (littéralement « botter le cul ») est un terme argotique pouvant être traduit selon le contexte par « casser la figure » ou « accomplir quelque chose d'extraordinaire ».
L'adaptation cinématographique de la bande dessinée a été mise en chantier alors même que la série n'était pas encore intégralement parue. L'épisode 8, qui conclut le récit, est paru aux États-Unis quelques semaines avant la sortie du film.
Un premier recueil est paru en France à l’occasion de la sortie de l’adaptation au cinéma par Matthew Vaughn en avril 2010 ; reprenant quatre épisodes de la version américaine traduits par Alex Nikolavitch, il est publié le 17 mars 2010 par Panini Comics.

## Genèse de la série
Le scénariste Mark Millar a qualifié le postulat de départ de la série de « très autobiographique ». À l'âge de quinze ans, l'un de ses camarades et lui fantasmaient sur le fait de devenir des super-héros, et s'étaient imaginés des personnages et des costumes. La série a été initialement conçue comme une description de ce qui aurait pu leur arriver s'ils n'avaient pas renoncé à leur idée.

## Description

### Synopsis
Dave Lizewski est un geek de seize ans qui se gave de comics à longueur de journées avec ses potes. Cette passion déteint sur lui au point qu’il se décide un jour à devenir un vrai super-héros en achetant sur eBay une combinaison de plongée destinée à lui servir de costume et en s’équipant de deux matraques ; toutefois il ne possède ni pouvoirs ni aptitudes physiques particulières. Sa première action de super-héros est un désastre : tabassé par deux délinquants, poignardé puis renversé par une voiture, il passe très près de la mort et devra subir plusieurs mois de rééducation. Malgré ce cuisant échec, il sort quand même de nouveau combattre le crime une fois remis sur pied. Il finit par sauver la vie d’un homme devant les yeux de plusieurs passants et sa popularité s’accroit une fois ses exploits diffusés sur YouTube. Il adopte le pseudonyme de Kick-Ass, avant d’être très vite rejoint par d'autres super-héros dont une enfant de dix ans surentraînée, Hit-Girl, ainsi que son père Big Daddy, un policier injustement révoqué cherchant sa vengeance. Tous ces super-héros du quotidien vont se retrouver plongés dans une affaire contre le grand patron de la pègre…

### Personnages
- Dave Lizewski, alias Kick-Ass : adolescent américain moyen, d’un niveau intellectuel ordinaire, qui se met en tête de devenir un super-héros sans posséder ni super-pouvoirs ni entraînement particulier. Il vit avec son père travaillant la nuit. Sa mère est morte d'une rupture d'anévrisme quand il avait quatorze ans.
- Mindy McCready, alias Hit-Girl : fillette âgée de « 10 ans et ¼ », elle a été entraînée depuis son plus jeune âge par son père pour combattre le crime. Incroyablement douée pour les arts martiaux, maîtrisant les armes blanches et les armes à feu, elle est, au contraire de Kick-Ass, une super-héroïne très efficace, qui tue les malfaiteurs sans hésiter. Le dessinateur John Romita Jr l'a comparée aux jeunes athlètes entraînés pour la compétition depuis leur plus tendre enfance[3].
- Damon McCready, alias Big Daddy : père de Hit-Girl, il se présente comme un ex-policier incorruptible qui combat le crime pour venger son épouse tuée par la pègre. Le personnage réserve néanmoins une surprise en ce qui concerne ses véritables motivations : cet élément du scénario ne figure pas dans l'adaptation filmée. Mark Millar considère que la révélation concernant le personnage aurait nui à la structure du film[2].
- Chris Genovese, alias Red Mist : apparaît comme un super-héros inspiré par Kick-Ass.
- Katie Deauxma : une élève de la classe de Dave Lizewski, dont ce dernier est secrètement amoureux. Violée par Chris Genovese (Red Mist) et sa bande, elle finit à l'hôpital.
- James Lizewski : père de Dave, il s’inquiète beaucoup pour son fils qui revient toujours à la maison avec des blessures. Il sera assassiné par des hommes payés par Red Mist.

## Postérité

### Adaptation
Le scénario du film homonyme de Matthew Vaughn a été écrit en mai 2008. Sorti en France en avril 2010, il met en scène Aaron Johnson dans le rôle de Dave Lizewski alias Kick-Ass et Nicolas Cage dans celui de Damon Macready/Big Daddy, en compagnie de Chloë Moretz (sa fille de onze ans Mindy Macready/Hit Girl) et de Lyndsy Fonseca (Katie Deauxma).

## Publication

### Version américaine
Le volume 2 a été publié aux États-Unis entre octobre 2010 et mars 2012. Le volume 3 sort de juillet 2013 à août 2014. Celui-ci est la conclusion de l'histoire selon John Romita Jr.
- Kick-Ass :
  1. The Greatest Superhero Book of All the Time Is Finally Here!, avril 2008[1]
  2. Sickening Violence: Just the Way You Like It!, mai 2008[1]
  3. They Started It!, juillet 2008[1]
  4. Procession Proof!, octobre 2008[1]
  5. The Hotest Comic Book in the World Ever!, février 2009[1]
  6. The Secret Origin of Big Daddy and Hit-Girl!, juin 2009[1]
  7. Ass Kicked!, septembre 2009
  8. When Titans Pimp-Slap!, mars 2010

- Kick-Ass 2 :
  1. Taste the Awesome!, octobre 2010
  2. Warning: This Book Contains Greatness!, mai 2011
  3. This Book Saves Lives!, octobre 2011
  4. The Must-Read Book for All Psychopaths!, novembre 2011
  5. Death by Cosplay!, janvier 2012
  6. $1 Less than Many Other Comic Books!, février 2012
  7. This Book Is Dedicated to Street Fighting!, mai 2012

- Hit-Girl  :
  1. The Little Bitch Is Back!, juin 2012
  2. The Best Just Got Better!, juillet 2012
  3. OMG!, septembre 2012
  4. Say My Name!, octobre 2012
  5. Tee Hee!, février 2013

- Kick-Ass 3 :
  1. Evil Prev, juin 2013
  2. The Big Bad! , juillet 2013
  3. Septembre 2013
  4. Real-Life Civil War!, septembre 2013
  5. Size Matters!, novembre 2013
  6. Février 2014
  7. Oh No!, avril 2014
  8. The Grand Finale!, août 2014

- Kick-Ass : the new girl :
  1. Issue 1 Février 2018
  2. Issue 2 Mars 2018
  3. Issue 3 Avril 2018
  4. Issue 4 Mai 2018
  5. Issue 5 Juin 2018
  6. Issue 6 Juillet 2018
  7. Issue 7 Août 2018
  8. Issue 8 Septembre 2018

- Hit-girl (2018) : 
  1. Issue 1 Février 2018
  2. Issue 2 Mars 2018
  3. Issue 3 Avril 2018
  4. Issue 4 Mai 2018
  5. Canada - Part 1 of 4 Juin 2018
  6. Canada - Part 2 of 4 Juillet 2018
  7. Canada - Part 3 of 4 Août 2018
  8. Canada - Part 4 of 4 Septembre 2018
  9. Rome - Part 1 of 4 octobre 2018

### Version française
Un premier album est édité en France le 17 mars 2010 par Panini Comics à l’occasion de la sortie au cinéma de Kick-Ass de Matthew Vaughn en avril 2010. 
Le second et dernier album de la première série est sorti le 9 juin 2010, toujours chez Panini ; il est intitulé Brume rouge. 
Une édition intégrale rassemblant les deux tomes est parue le 19 octobre 2011.
Collection « 100% Fusion Comics »
- Kick-Ass
  1. Le Premier Vrai Super-Héros (#1-4, 17 mars 2010)
  2. Brume rouge (#5-8, 9 juin 2010)
- Kick-Ass 2
  1. Restez groupés ! (#1-4, 13 juin 2012)
  2. Shoot de rue (#5-7, 7 novembre 2012)
- Hit-Girl
  1. Hit-Girl (#1-5, 19 juin 2013)
- Kick-Ass 3
  1. Civil War (#1-5, 21 mai 2014)
  2. Le Début de la fin  (#6-8, 24 septembre 2014)
- Kick-Ass - The New Girl
  1. Tome 1( #1-6,octobre 2018)
- Hit-girl (2018)
  1. Hit-Girl en Colombie (Septembre 2018)
  2. Hit-Girl au Canada (Février 2019)

Collection « Deluxe Fusion Comics »
- Kick-Ass (édition intégrale, 19 octobre 2011)
- Kick-Ass 2 (édition intégrale, 17 juillet 2013)
- Kick-Ass 3 (édition intégrale, 13 novembre 2014)